# Desastre del Everest de 1996
El desastre del monte Everest de 1996 se refiere a los eventos acontecidos en una franja de apenas 24 horas, entre el 10 y el 11 de mayo del año mencionado, cuando ocho personas atrapadas en una tormenta de nieve perdieron la vida en el monte Everest, algunos durante el ascenso, y aquellos que ya habían hecho cumbre, mientras descendían. Durante la temporada completa, doce personas fallecieron intentando llegar a la cima, convirtiéndola en la tercera más mortal del Everest después de las 16 muertes de la avalancha de 2014 y, de las 18 muertes resultantes de las avalanchas ocasionadas por el terremoto de Nepal de abril de 2015. El desastre de 1996 tuvo una amplia cobertura y planteó serios cuestionamientos sobre la comercialización de la montaña.
Numerosos escaladores, entre ellos varios equipos grandes, así como algunas expediciones pequeñas e incluso algunos escaladores en solitario, se encontraban en las alturas del Everest durante la tormenta. A pesar de que hubo fallecidos tanto en la cara Norte como en las cercanías del collado Sur, los eventos de esta última son los mejor documentados. El periodista Jon Krakauer, asignado por la revista Outside, estaba en el equipo dirigido por Rob Hall, guía principal que murió con un guía secundario y dos de sus clientes en el lado Sur; posteriormente publicó el superventas Into Thin Air (1997), en donde relató su experiencia. Anatoli Bukréyev, de cuyo equipo sobrevivieron todos los clientes, pero perdió la vida el guía principal, Scott Fischer, rechazó lo relatado en el libro de Krakauer y coescribió un libro titulado The Climb: Tragic Ambitions on Everest (1997), donde relataba su versión de los hechos. Beck Weathers, de la expedición de Hall, y Lene Gammelgaard, de la expedición de Fischer, escribieron sus propias experiencias del desastre en sus respectivos libros, Left for Dead: My Journey Home from Everest (2000) y Climbing High: A Woman's Account of Surviving the Everest Tragedy (2000). En 2014, Lou Kasischke, también de la expedición de Hall, publicó su experiencia de la tragedia en el libro After the Wind: 1996 Everest Tragedy, One Survivor's Story (2014). Mike Trueman, que coordinó el rescate desde el campamento base, enriqueció la historia con su libro The Storms: Adventure and Tragedy on Everest (mayo de 2015). Graham Ratcliffe, que escaló el collado Sur del Everest el 10 de mayo de 1996, documentó en A Day to Die For (2011) que los reportes de clima entregados a los líderes de las expediciones, incluidos Rob Hall y Scott Fischer, antes de sus intentos por hacer cumbre previstos para el 10 de mayo, pronosticaban una tormenta mayor desarrollándose después del 8 de mayo y alcanzando un pico de intensidad el 11 de mayo de 1996. Al haber planeado Hall y Fischer hacer cumbre para el día 10 de mayo, una parte de sus respectivos equipos habían conseguido hacer cumbre en el Everest durante una pausa aparente de la tormenta, solo para descender justo en la peor fase la noche del 10 de mayo.
El libro del escritor y director británico Matt Dickinson, The Death Zone, (posteriormente reimpreso como The Other Side of Everest) es un relato de primera mano del impacto de la tormenta en los escaladores al otro lado de la montaña, la arista Norte, donde tres escaladores de un grupo de la Policía Fronteriza Indo-Tibetana fallecieron también.

## Escaladores

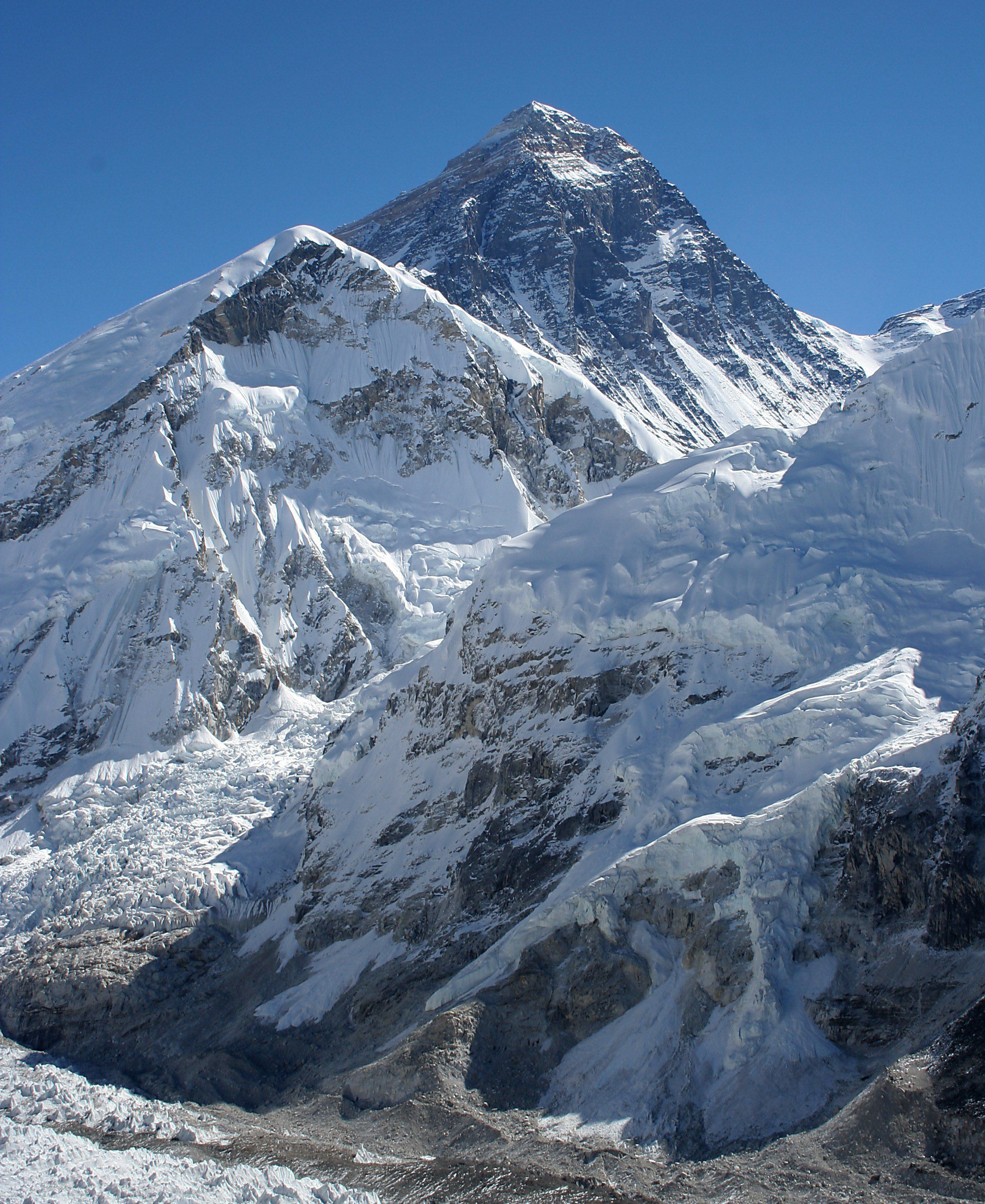
Monte Everest. El collado Sur es el punto más bajo del lado soleado de la arista a la derecha.

La siguiente es una lista de los escaladores en ruta a la cumbre el día 10 de mayo de 1996 a través del collado Sur y la arista Sureste, organizados por expedición y su papel dentro de ella.

### Adventure Consultants
La expedición de Adventure Consultants, guiada por Rob Hall, consistía en las siguientes personas.

#### Guías
- † Rob Hall (35 años) – guía principal (murió cerca de la cumbre Sur). Con esta expedición, hizo cumbre en el Everest por quinta vez.
- Mike Groom (37 años) - guía secundario.[14]
- † Andy «Harold» Harris (31 años) - guía secundario (desaparecido cerca de la cumbre Sur mientras prestaba auxilio a Hall). Hizo cumbre en su primera expedición al Everest.

#### Clientes
- Frank Fischbeck (53 años) – con tres intentos al Everest, alcanzando solamente la cumbre Sur en 1994. No hizo cumbre tampoco en esta ocasión.
- † Doug Hansen (46 años) – con un intento previo al Everest en el equipo de Hall en 1995. Su ocupación habitual era cartero y había obtenido un descuento en la expedición (el total hubieran sido $65 000). Llegó a hacer cumbre totalmente extenuado con Hall. Desapareció cerca de la cumbre Sur mientras ambos descendían. Fue su segunda expedición al Everest.
- Stuart Hutchinson (34 años) – el cliente más joven del equipo de Hall, con experiencia previa en ochomiles, incluida la expedición invernal al K2 de 1988, la arista Este del Broad Peak en 1992, y la cara Norte del Everest en 1994. No hizo cumbre en esta ocasión, abandonado antes de la cumbre Sur.
- Lou Kasischke (53 años) – escaló seis de las Siete Cumbres. No hizo cumbre y nunca volvió al Everest. Abandonó antes de la cumbre Sur.
- Jon Krakauer (41 años) – periodista asignado por la revista Outside; escalador técnico consumado pero sin experiencia en ochomiles.[15]
- † Yasuko Namba (47 años) – en esta expedición, logró escalar las Siete Cumbres; se convirtió en la mujer de mayor edad en hacer cumbre en el Everest hasta ese entonces (murió por congelación en el collado Sur a un lado de Beck Weathers, que logró salir con vida).
- John Taske (56 años) – el escalador con mayor edad del equipo de Adventure Consultants; sin experiencia en ochomiles. No hizo cumbre, abandonando antes de la cumbre Sur.
- Beck Weathers (49 años) – con diez años de experiencia en escalada; se encontraba tratando de completar las Siete Cumbres, sin experiencia en ochomiles.[16] No llegó a hacer cumbre (no pasó del Balcón a 8412 m), perdiendo ambas manos y la nariz por congelación. Se salvó al conseguir llegar solo y con ceguera al campamento IV. Consiguió descender ayudado por sus compañeros y fue evacuado en helicóptero tras gestiones con la embajada de Estados Unidos en Katmandú.

a. Todas las edades son a la fecha de 1996.

#### Sherpas
- Sirdar Ang Dorje (26 años). Con tres cumbres previas al Everest.
- Arita.
- Chuldum.
- Kami.
- Lhakpa Chhiri.
- Ngawang Norbu.
- Tenzing (Fue evacuado de emergencia el 8 de abril después de caer un día antes en una grieta mientras exploraba la ruta por encima del glaciar de Khumbu).[17]
- Lopsang.

b. Los sherpas aquí listados fueron contratados por Rob Hall para la escalada de Adventure Consultants. Hubo muchos otros sherpas trabajando a menor altura, realizando tareas de vital importancia para las expediciones de Adventure Consultants y Mountain Madness. Las responsabilidades de la mayoría de los sherpas escaladores requerían que ascendieran tan alto como los campamentos III o IV, pero no que hicieran cumbre. Los líderes de las expediciones destinaban solo a algunos sherpas escaladores a hacer cumbre. El sirdar Apa Sherpa estaba programado para acompañar al grupo de Adventure Consultants, pero se retiró debido a compromisos familiares.
Ninguno de los clientes del equipo de Hall había conseguido hacer cumbre en un ochomil, y solo Fischbeck, Hansen y Hutchinson tenían experiencia previa de gran altura en el Himalaya.
Hall había cerrado un trato con la revista Outside por un espacio publicitario a cambio de una historia acerca de la creciente popularidad de las expediciones comerciales al Everest. Krakauer estaba originalmente programado para subir con el equipo Mountain Madness de Scott Fischer, pero se unió al equipo de Hall, al menos en parte, al acordar reducir los honorarios por debajo del costo de la revista por un lugar para Krakauer en la expedición. Como resultado, Hall tuvo que pagar de su propio bolsillo para tener a Krakauer en su equipo.

### Mountain Madness

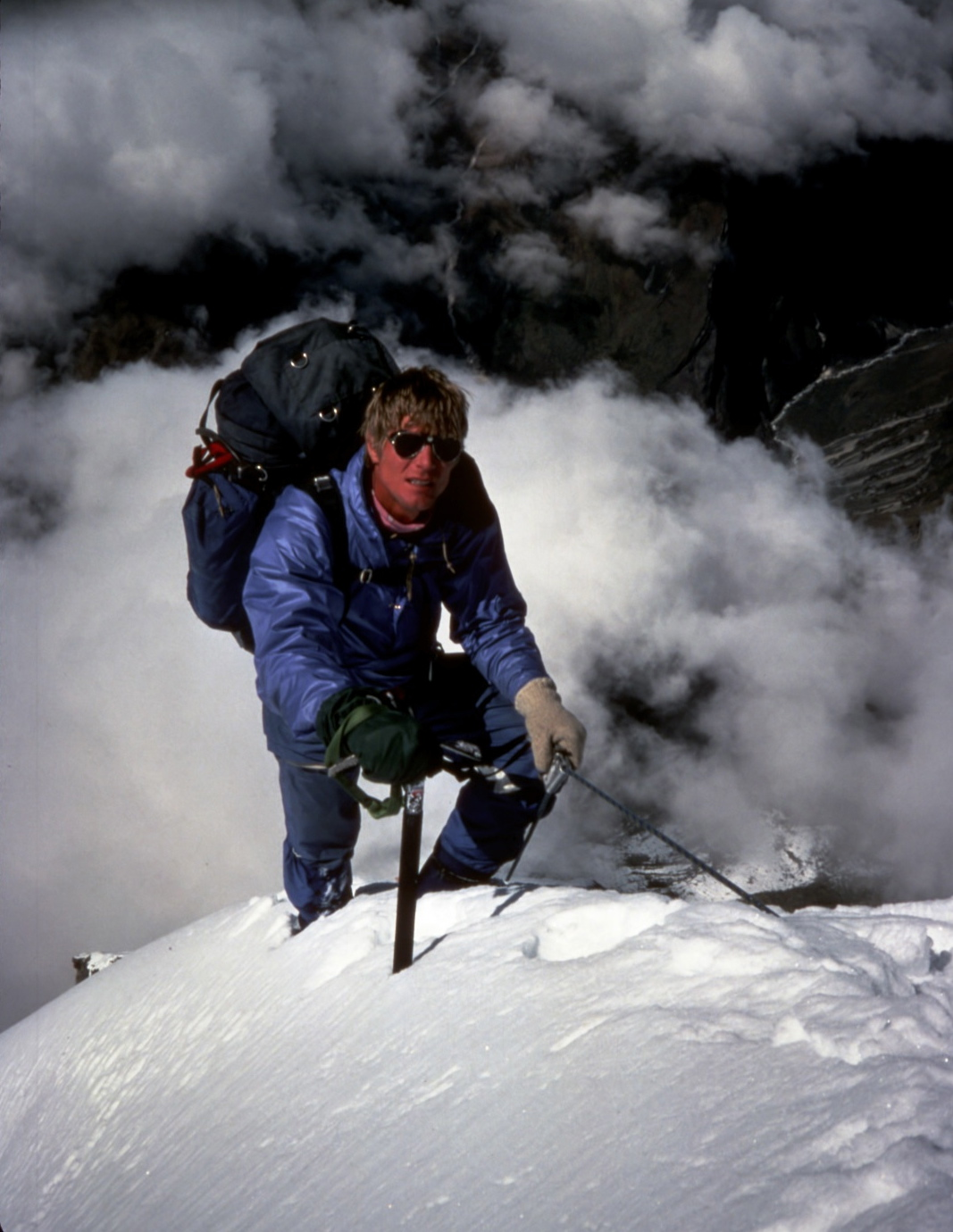
Scott Fischer

Scott Fischer fue el guía principal de ascenso de la expedición de Mountain Madness. El equipo incluía a ocho clientes. 

#### Guías
- † Scott Fischer (40 años) – guía principal (murió en el Balcón de la arista Sureste, a 350 m por debajo de la cumbre Sur, tras hacer cumbre).
- Neal Beidleman – guía secundario. Regresó a la cima del Everest en 2011.
- Anatoli Bukréyev (38 años) – montañero profesional, galardonado posteriormente en 1997 con el premio David A. Sowles Memorial por el American Alpine Club (AAC).[22] Murió en 1997 en una avalancha escalando el Annapurna.[23]

#### Clientes
- Martin Adams (47 años) – con experiencia escalando el Aconcagua, el Denali y el Kilimanjaro.
- Charlotte Fox (38 años) – con experiencia escalando los 53 picos «catorces» de Colorado, y dos ochomiles: el Gasherbrum II, y el Cho Oyu.[24]
- Lene Gammelgaard (35 años) – escaladora consumada. Se convirtió en la primera mujer escandinava en coronar con éxito el Everest.
- Dale Kruse (45 años) – amigo íntimo de Fischer; primero en apuntarse en la expedición. No ascendió más allá del campamento I (a 5944 m) y tuvo que ser evacuado.
- Tim Madsen (33 años) – escaló extensamente las montañas Rocosas de Colorado y Canadá; sin experiencia en ochomiles.
- Sandy Hill Pittman (41 años) – socialite corresponsal para NBC Interactive Media. Había escalado seis de las Siete Cumbres.
- Pete Schoening (68 años) – uno de los primeros montañeros en ascender el Gasherbrum I y el Macizo Vinson; conocido por salvar sin ayuda la vida de seis miembros de la expedición americana al K2 de 1953 durante una caída masiva.[25] No hizo cumbre.
- Klev Schoening (38 años) – sobrino de Pete Schoening; excorredor de esquí alpino de Estados Unidos, sin experiencia en ochomiles.[26]

a. Todas las edades son a la fecha de 1996.

#### Sherpas
- Sirdar Lopsang Jangbu (23 años). Murió en una avalancha el 25 de septiembre de 1996, en lo que fue su quinta ascensión al Everest.
- «Big» Pemba.
- Ngawang Dorje.
- Ngawang Sya Kya.
- Ngawang Tendi.
- † Ngawang Topche (No se encontraba en la montaña durante el intento de cumbre, ya que fue hospitalizado en abril debido a un severo edema pulmonar de altitud que desarrolló mientras realizaba tareas de transporte en el campamento II. Falleció el 6 de junio del mismo año).
- Tashi Tshering.
- Tendi.

b. Los sherpas aquí enlistados fueron contratados por Scott Fischer para la escalada de Mountain Madness.
Pete Schoening decidió, mientras se encontraba en el campamento base (a 5380 m), no hacer el último esfuerzo a la cumbre debido a una anomalía cardíaca. El equipo comenzó el ataque a la cumbre el 6 de mayo, sin pasar por el campamento I (a 5944 m), y se detuvo en el campamento II (a 6500 m) por dos noches. Sin embargo, Dale Kruse sufrió de mal de montaña y, posiblemente de un edema cerebral de altitud y se detuvo en el campamento I. Fischer descendió del campamento II y llevó a Kruse de vuelta al campamento base para que recibiera tratamiento.

### Expedición taiwanesa
«Makalu» Gau Ming-Ho lideró un equipo de cinco miembros al Everest ese día.

#### Jefe
- «Makalu» Gau Ming-Ho (41 años).

#### Escalador
- † Chen Yu-Nan (36 años) - fallecido en la cara del Lhotse.

#### Sherpas
- Sirdar Kami Dorje.
- Ngima Gombu.
- Mingma Tshering.

a. Todas las edades son a la fecha de 1996.
El 9 de mayo, el escalador Chen Yu-Nan había resbalado y caído en una grieta cerca del campamento III, falleciendo el 10 de mayo por heridas internas.

### Policía Fronteriza Indo-Tibetana

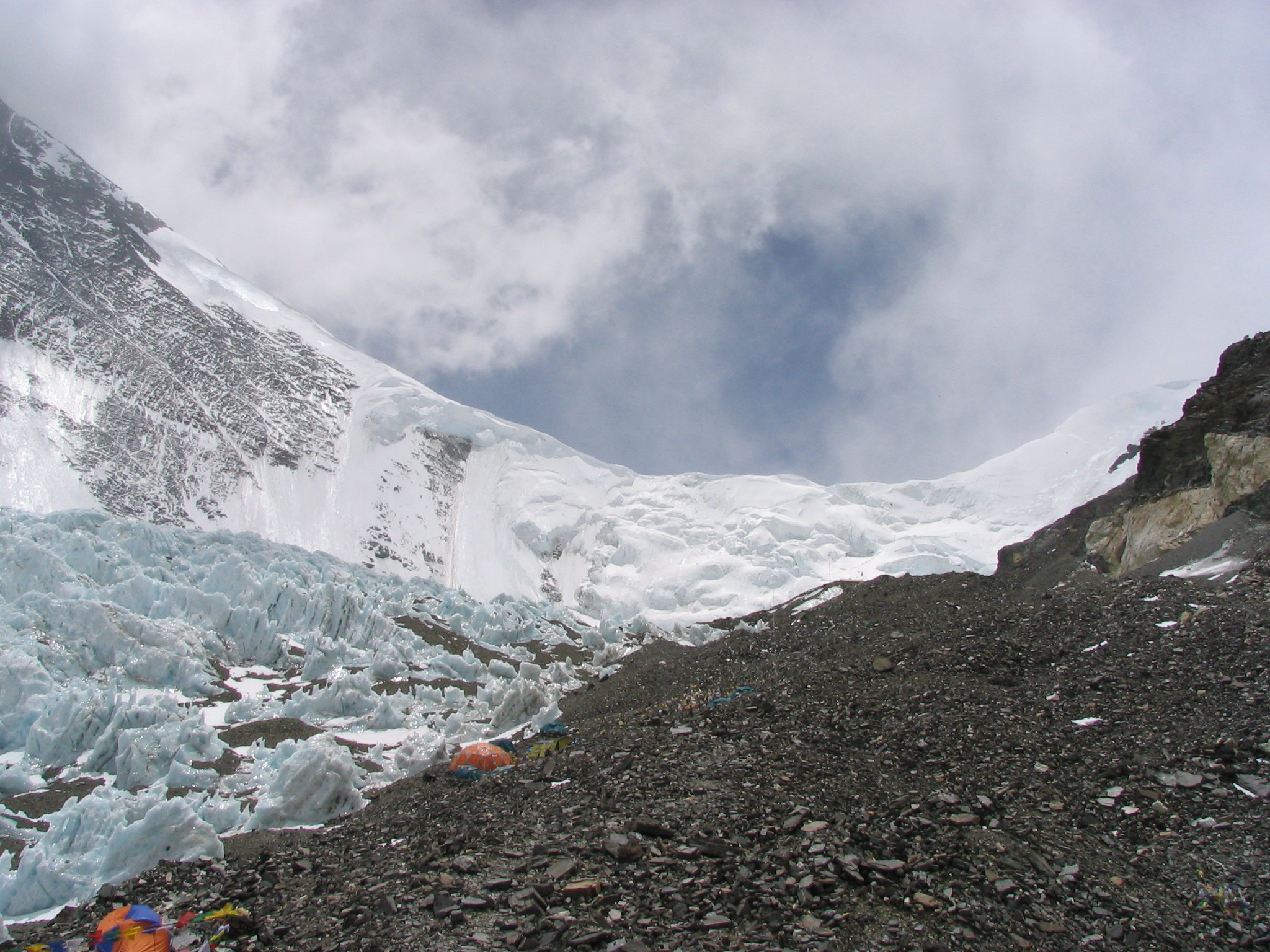
Monte Everest. El collado Norte es el punto más bajo de la arista nevada en el centro.

La siguiente es una lista de los escaladores en ruta a la cumbre el día 10 de mayo a través del collado Norte y la arista Noreste, organizados por su papel dentro de la expedición.

#### Jefe
- Mohindor Singh.

#### Escaladores
- Harbhajan Singh – Inspector general.
- † Tsewang Samanla (38 años) – Desaparecido cerca de la arista Noreste.
- † Tsewang Paljor (28 años) – Desaparecido cerca de la arista Noreste. (Se cree que el cadáver llamado «Green Boots» pudiera ser él)
- † Dorje Morup (47 años) – Desaparecido cerca de la arista Noreste.
- Hira Ram – Superintendente adjunto.
- Tashi Ram.

#### Sherpas
- Sange.
- Nadra.
- Koshing.

a. Todas las edades son a la fecha de 1996.
Son poco conocidas las otras tres muertes de ese día: la mitad del equipo de escalada de la expedición india de la Policía Fronteriza Indo-Tibetana en el collado Norte (el subedar Tsewang Samanla, el cabo segundo Dorje Morup, y el jefe de condestables Tsewang Paljor), quienes fallecieron en la arista Noreste.

### Expedición japonesa de Fukuoka

#### Jefe
- Koji Yada.

#### Escaladores
- Hiroshi Hanada (36 años)
- Eisuke Shigekawa (21 años)

#### Sherpas
- Pasang Kami.
- Pasang Tshering.
- Any Gyalzen.

a.Todas las edades son a la fecha de 1996.
Este equipo no hizo cumbre sino hasta el día 11 de mayo y estaban a un día detrás de la expedición india en el campamento V.

## Progreso

### Contratiempos alcanzando la cumbre
A la 1:00 a. m. de la medianoche del 10 de mayo de 1996, la expedición de Adventure Consultants comenzó su ataque a la cumbre desde el campamento IV, por encima del collado Sur (a 7951 m). Se les unieron los seis clientes, tres guías y los sherpas de la compañía Mountain Madness de Scott Fischer, así como el total del equipo taiwanés. Sin embargo, el propio Fischer salió a las 3:00 a. m., aduciendo que necesitaba descansar y que los alcanzaría en la cumbre.
Las expediciones pronto sufrieron contratiempos. Los sherpas escaladores y los guías no habían colocado las cuerdas fijas al momento de llegar al Balcón (a 8412 m), y eso les costó a los escaladores casi una hora. Hay algunas preguntas sobre la causa de este contratiempo, que lamentablemente no pueden ser contestadas debido a que los líderes de las expediciones murieron. Fue en este momento, sobre las 4:30 a. m. y en pleno día, cuando Beck Weathers comenzó a sufrir problemas de ceguera que le obligaron a detenerse.
Al llegar al escalón de Hillary (a 8760 m), los escaladores descubrieron de nuevo que las cuerdas fijas no habían sido colocadas y se vieron forzados a esperar otra hora en lo que los guías instalaban las cuerdas. Debido al número de escaladores que se encontraban intentando hacer cumbre el mismo día (34 personas), y a que Hall y Fischer habían pedido a sus clientes permanecer a 150 metros uno del otro, se formaron cuellos de botella en la única cuerda fija en el escalón de Hillary. Stuart Hutchinson, Lou Kasischke y John Taske, junto a Frank Fischbeck, que había dado media vuelta varias horas antes, todos ellos miembros de la expedición de Adventure Consultants, regresaron al campamento IV por temor a que se les agotara el oxígeno suplementario debido a los retrasos, justo antes de la cumbre Sur. Empezaron su regreso sobre las 10:25 a. m. agotados por la espera y el frío. Estos clientes, que desistieron de alcanzar la cumbre, se cruzaron con Beck Weathers sobre las 12:25 p. m. y le sugirieron regresar juntos, pero Beck prefirió esperar a alguien que le ayudara para continuar la ascensión. A esa misma hora, Hall contactó por radio con Fischer, que había salido dos horas más tarde del campamento IV. Hasta las 12:45 p. m. no estuvieron listas las cuerdas fijas para cruzar el escalón de Hillary, colocadas por los guías secundarios de Mountain Madness.
Escalando sin oxígeno suplementario, el guía Anatoli Bukréyev, del equipo de Mountain Madness, fue el primero en hacer cumbre (a 8848 m) a la 1:14 p. m., seguido por los guías secundarios de Adventure Consultants, Andy Harris y Mike Groom. Muchos de los escaladores continuaban sin hacer cumbre a las 2:00 p. m., la última hora segura para regresar al campamento IV antes del anochecer. Hall hizo cumbre a las 2:00 p. m. tras quedarse a ayudar a los clientes de su expedición.
Bukréyev comenzó su descenso hacia el campamento IV a las 2:30 p. m., tras haber pasado cerca de hora y cuarto en la cumbre ayudando a otros escaladores a completar la escalada. Para ese momento, Hall, Jon Krakauer, Andy Harris, Neal Beidleman, Yasuko Namba, así como los clientes de Mountain Madness, Martin Adams y Klev Schoening, habían hecho cumbre, al igual que los cuatro clientes restantes de dicha expedición. Después de esa hora, Krakauer advirtió que el clima no parecía alentador. A las 3:00 p. m. comenzó a nevar y la luz se desvaneció.
El sirdar de Hall, Ang Dorje, y otros sherpas esperaron en la cima a los últimos clientes. Cerca de las 3:00 p. m. empezaron el descenso. Cuesta abajo, Ang Dorje encontró al cliente Doug Hansen por encima del escalón de Hillary y le ordenó descender. Hansen no respondió verbalmente, pero se negó con la cabeza y apuntó hacia arriba, por encima de la cumbre. «Tras haber tenido que dar vuelta el año anterior, estando tan cerca de la cumbre, conseguir esa misión se había vuelto una obsesión que dominaba todos sus pensamientos cada mañana. Doug regresó al Everest en 1996 y juró que bajo ninguna circunstancia daría vuelta atrás de nuevo.» Cuando Hall llegó al lugar, los sherpas se ofrecieron a llevar a Hansen a la cima, pero Hall les ordenó bajar para ayudar a los otros clientes y les dio instrucciones de dejar algunas botellas de oxígeno en el camino. Hall dijo que se quedaría para ayudar a Hansen, quien se había quedado sin oxígeno suplementario.
Scott Fischer no hizo cumbre sino hasta las 2:45 p. m.. Se encontraba exhausto por el ascenso y cada vez más enfermo, sufriendo posiblemente de un edema pulmonar de altitud, un edema cerebral de altitud, o una combinación de ambos. Otros, incluidos Doug Hansen y Makalu Gau, hicieron cumbre todavía más tarde.

### Descenso en la tormenta de nieve
Los últimos en descender fueron Hall y Hansen pasadas las 4:00 p. m.. Lopsang y Fischer iban justo delante de ellos. Más tarde, el grupo de Mike Groom, que incluía a Yasuko Namba, recogió a Weathers para ayudarlo a descender. Krakauer documentó haberse encontrado con Harris comprobando la presión en las botellas de oxígeno sobre el camino cuesta abajo y, le pareció que su comportamiento era errático.
Bukréyev registró haber alcanzado el campamento IV a las 5:00 p. m.. Los motivos de la decisión de Bukréyev de descender por delante de sus clientes fueron cuestionados. Bukréyev argumentó que quería estar preparado para ayudar a los exhaustos clientes más allá de la cuesta, y para preparar té caliente y oxígeno extra de ser necesario. Krakauer criticó duramente la decisión de Bukréyev de no usar oxígeno embotellado. Los defensores de Bukréyev (incluidos G. Weston DeWalt, coautor del libro The Climb [1997] de Bukréyev) indicaron que usar oxígeno embotellado genera una falsa sensación de seguridad. Krakauer y sus defensores señalaron que, sin oxígeno embotellado, Bukréyev fue incapaz de ayudar directamente a sus clientes a descender, además de que Bukréyev dijo que descendería con el cliente Martin Adams, pero luego descendió demasiado rápido, dejando a Adams atrás.
El clima comenzó a empeorar, causándole dificultades a los miembros de los equipos en descenso. La tormenta de nieve en la cara Sureste del Everest fue disminuyendo la visibilidad, enterrando las cuerdas fijas y borrando el rastro del camino de vuelta al campamento IV, que los escaladores habían marcado en la nieve durante el ascenso.
Fischer, ayudado por el sirdar Lopsang Jangbu, fue incapaz de descender por debajo del Balcón (a 8350 m) en plena tormenta. Al ya no poder continuar, los sherpas dejaron a Makalu Gau (a 8230 m, según relata Gau) junto a Fischer y Lopsang. Finalmente, Fischer persuadió a Lopsang para descender por ayuda y dejarlo atrás junto con Gau.
Hall pidió ayuda por radio, diciendo que Hansen se encontraba inconsciente pero vivo. A las 5:30 p. m., el guía de Adventure Consultants, Andy Harris, comenzó a ascender en solitario con agua y oxígeno suplementario desde la cumbre Sur (a 8749 m) hacia Hansen y Hall, quienes se encontraban por encima del escalón de Hillary. Harris no pudo conseguir ayuda del sirdar Ang Dorje, que descendía delante de él. 
El reporte de Krakauer señala que, para ese momento, el clima había empeorado, pasando de ser una tormenta de nieve a una de gran escala. «Copos de nieve me aguijoneaban la cara empujados por rachas de 70 nudos.» Bukréyev apunta las 6:00 p. m. como «la arremetida de la tormenta».
Varios escaladores se perdieron en el collado Sur durante la tormenta. Los miembros de Mountain Madness, Beidleman, Klev Schoening, Fox, Madsen, Pittman y Gammelgaard, junto a los miembros de Adventure Consultants, Groom, Weathers y Namba deambularon en la tormenta hasta que ya no pudieron caminar debido a la poca visibilidad y al agotamiento y, se acurrucaron a descansar a unos 20 metros de una saliente en la cara del Kangshung.
Cerca de la medianoche, la tormenta amainó lo suficiente para que el grupo pudiera divisar el campamento IV, a unos 200 metros de distancia. Beidleman, Groom, Schoening y Gammelgaard fueron a buscar ayuda, mientras que Madsen y Fox se quedaron en la montaña junto al grupo restante para llamar la atención de los posibles rescatistas. Siguiendo las indicaciones de Beidleman y Groom, Bukréyev localizó después de dos intentos a los cinco escaladores restantes y llevó a Pittman, Fox y Madsen al campamento IV. Bukréyev les dio prioridad a ellos por encima de Namba, que parecía estar muerta; y no vio a Weathers, que había quedado oculto detrás de una saliente de roca.

### 11 de mayo
El 11 de mayo, a las 4:43 a. m., Hall llamó por radio al campamento base y dijo que se encontraba en la cumbre Sur (a 8749 m). Reportó que Harris los había alcanzado, pero Hansen, que había estado con él desde la tarde anterior, se había «ido», y que Harris se encontraba desaparecido. Hall no podía respirar oxígeno embotellado porque su regulador se encontraba congelado.
A las 9:00 a. m., Hall había conseguido reparar su máscara de oxígeno, pero indicó que sus manos y pies congelados le dificultaban cruzar las cuerdas fijas. Más tarde, volvió a comunicarse al campamento base y pidió hablar con su esposa, Jan Arnold, por el teléfono satelital. Durante su última comunicación, le aseguró que se encontraba razonablemente cómodo y le dijo: «Que duermas bien, mi amor. Y no te preocupes demasiado.» Murió poco después y su cuerpo fue encontrado el 23 de mayo por montañistas de la expedición IMAX, pero lo dejaron ahí a petición de su esposa, que dijo que pensaba que Hall se encontraba «donde le hubiera gustado estar». Los cuerpos de Doug Hansen y Andy Harris nunca fueron encontrados.
Mientras tanto, Stuart Hutchinson, cliente del equipo de Hall y que había dado vuelta atrás antes de hacer cumbre el día anterior, organizó junto con cuatro sherpas una segunda búsqueda de Weathers y Namba. Encontró a ambos vivos, pero apenas respondían, estaban gravemente congelados y no se podían mover. Tomando la difícil decisión de que no podían ser rescatados por los sobrevivientes hipóxicos del campamento IV, y que no podían ser evacuados a tiempo, los dejó atrás a que la naturaleza tomara su curso, lo que los demás sobrevivientes acordaron fue la única elección.
Sin embargo, más tarde ese mismo día, Weathers recuperó la consciencia y caminó por sí solo hasta el campamento IV, sorprendiendo a todos ahí a pesar de sufrir de una severa hipotermia y congelamiento. No obstante de recibir oxígeno y ayuda para calentarse, Weathers fue prácticamente abandonado de nuevo la mañana siguiente, el 12 de mayo, después de que otra tormenta colapsara su tienda durante la noche y los otros sobrevivientes creyeran una vez más que había fallecido. Krakauer descubrió que aún estaba consciente cuando los sobrevivientes del campamento IV se disponían a evacuar. Aunque había empeorado su condición, Weathers aún podía moverse por su propio pie. Un equipo de rescate se movilizó con la esperanza de bajar de la montaña a Weathers con vida. Los dos días siguientes, Weathers fue bajado al campamento II con la ayuda de ocho escaladores sanos de otras expediciones y, apenas logró ser evacuado por un helicóptero de rescate de gran altura. Finalmente se recuperó, pero perdió por congelamiento su nariz, su mano y la mitad de su antebrazo derecho, y todos los dedos de su mano izquierda.
Los sherpas escaladores localizaron a Fischer y a Gau el 11 de mayo, pero la condición de Fischer se había deteriorado al punto en que solo pudieron darle cuidados paliativos antes de rescatar a Gau. Bukréyev hizo un intento de rescate posterior, pero solo para encontrar el cuerpo congelado de Fischer alrededor de las 7:00 p. m.. Al igual que Weathers, Gau fue evacuado en helicóptero.

## Análisis
La tragedia no puede considerarse como una fatalidad debida solo a la mala suerte, sino a la suma de varios factores, entre ellos la toma de malas decisiones, temeridad negligente, y sobre todo al mal clima que atrapó a las expediciones. Un testimonio relevante es el de la montañera Araceli Segarra, testigo directo que vivió los sucesos y escuchó las comunicaciones de radio de dichas expediciones. Su propia expedición había partido antes, pero dieron la vuelta sin intentar la cumbre por las malas condiciones que observaron. Atestiguó con sorpresa cómo esas expediciones menos preparadas y con escaladores poco experimentados decidieron continuar a pesar de su consejo, mientras ellos, mucho más expertos y preparados retrocedían. La expedición de Araceli, tras prestar ayuda al rescate de los temerarios accidentados, esperaron mejor tiempo en el campamento base, y consiguieron hacer cumbre unos días después.
El desastre fue causado por la combinación de los siguientes eventos:
- Fallas en el liderazgo.
  - Los líderes de las expediciones no tomaron en cuenta que la tormenta que golpearía con toda su fuerza el día 11 de mayo, estaría precedida por un aumento en la nieve durante la tarde y noche del 10 de mayo.[67]
  - Cierta rivalidad entre Hall y Fischer, que a pesar de haber acordado trabajar juntos, fueron incentivados en llevar a sus clientes a la cumbre, ignorando los pronósticos del clima antes mencionados.[67]
  - La falta de voluntad del guía del equipo sudafricano, el británico Ian Woodall, para ayudar a contactar con el campamento base, mientras que los radios de los demás equipos no eran lo suficientemente potentes.[68]
  - El guía Bukréyev, al no quedarse con su equipo ni coordinarse con otros guías sino hasta pasada la media noche.[69]
- Retrasos de camino a la cumbre causados por embotellamientos en el Balcón y el escalón de Hillary, causados a su vez por el retraso en asegurar las cuerdas; y por la falta de experiencia de varios escaladores.
- La decisión de los líderes de las expediciones de continuar el ataque a la cumbre excediendo el horario de las 2:00 p. m. como última hora segura para el regreso al campamento IV, a pesar de las evidentes condiciones climáticas adversas, con varios escaladores haciendo cumbre pasadas las 2:30 p. m..
- El malestar repentino de dos escaladores no expertos, en, o cerca de la cima después de las 3:00 p. m..
- En la espera tras hacer cumbre, varios escaladores se quedaron sin oxígeno, y agotaron el oxígeno de emergencia que les llevaron los guías cuando la tormenta ya se aproximaba.

Jon Krakauer sugirió que el uso del oxígeno embotellado y los guías comerciales, que los acompañaron personalmente y se encargaron de abrir el camino, del equipo y, de las decisiones importantes, permitieron que escaladores poco calificados intentaran hacer cumbre – llevándolos a situaciones peligrosas y causando más muertes. Adicionalmente, escribió que la competencia entre las compañías de Hall y Fischer pudieron llevar a Hall a tomar la decisión de no dar marcha atrás el 10 de mayo después de sobrepasar el tiempo de las 2:00 p. m. para hacer cumbre; Krakauer también reconoce que su propia presencia como periodista de una importante revista para montañistas pudo haber añadido presión para guiar a los clientes a hacer cumbre a pesar de los peligros crecientes. Propuso prohibir el uso de oxígeno embotellado salvo en casos de emergencia, argumentando que esto puede disminuir la creciente cantidad de basura en el Everest – muchas botellas vacías se acumulan en las pendientes – lo que margina a los escaladores calificados fuera de la montaña. Sin embargo, considera que escalar el Everest siempre ha sido un esfuerzo peligroso, incluso antes de los viajes guiados, con una muerte por cada cuatro escaladores que alcanzaron la cima. Por otra parte, señala que muchas de las malas decisiones tomadas el 10 de mayo fueron consecuencia de dos o más días sin oxígeno adecuado, una mala alimentación y poco descanso (debido a los efectos de entrar a la zona de la muerte, por arriba de los 8000 m). Concluye que las decisiones tomadas bajo tales circunstancias no deben ser criticadas con tanta severidad por el público en general, puesto que no han experimentado tales condiciones.
Krakauer también se refirió a las curiosidades estadísticas sobre la tasa de mortalidad en el Everest y cómo 1996 fue un año «como de costumbre». El número de registro de 12 víctimas mortales en la temporada de escalada en la primavera de ese año fue del 3% de los 398 escaladores que ascendieron por encima del campamento base – ligeramente por debajo del promedio histórico del 3.3% en ese entonces. Además, 12 escaladores habían perdido la vida esa temporada, y 84 habían logrado hacer cumbre. Esa es una proporción de 1 a 7 – significativamente inferior a la media histórica previa a 1996, de 1 a 4. Dado que las tasas de mortalidad del Everest han disminuido considerablemente, contando el volumen de escaladores en 1996 comparado con años anteriores, 1996 fue un año estadísticamente más seguro que el promedio.
En mayo de 2004, el doctor Kent Moore, y el cirujano John L. Semple, ambos investigadores de la Universidad de Toronto, dijeron a la revista New Scientist que un análisis de las condiciones climáticas del 11 de mayo arrojó que el clima excepcional causó una caída drástica en los niveles de oxígeno de alrededor de un 6%, que resultó en una reducción adicional del 14% en el consumo de oxígeno.

### Oxígeno suplementario
El uso, o no uso del oxígeno suplementario fue el punto de atención de muchos análisis y debates después del desastre, con el guía Anatoli Bukréyev y el sirdar Lopsang Jangbu señalados por Jon Krakauer de no haber usado oxígeno suplementario mientras realizaban sus funciones como guías. Ambos dieron por escrito explicaciones a detalle sobre el por qué prefirieron no usar oxígeno, sin embargo, los dos cargaban con una botella el día a la cumbre en caso de una emergencia o una situación extraordinaria.

### Comunicaciones por radio
Hubo varias cuestiones y problemas relacionados con las radios y su uso el día a la cumbre. El sirdar de Scott Fischer no llevaba una radio proporcionada por su compañía, pero cargaba una radio pequeña amarilla, propiedad de Sandy Pittman. El equipo de Rob Hall también tuvo problemas con su radio durante una discusión sobre las botellas de oxígeno, lo cual causó confusión.

## Lista de fallecidos
| Nombre                                            | Nacionalidad   | Expedición                       | Lugar de fallecimiento         | Causa de fallecimiento                                               |
| ------------------------------------------------- | -------------- | -------------------------------- | ------------------------------ | -------------------------------------------------------------------- |
| Andy «Harold» Harris (Guía)                       | Nueva Zelanda  | Adventure Consultants            | Cerca de la cumbre Sur, 8749 m | Desconocida; se cree que cayó durante el descenso cerca de la cumbre |
| Doug Hansen (Cliente)                             | Estados Unidos | Adventure Consultants            | Cerca de la cumbre Sur, 8749 m | Desconocida; se cree que cayó durante el descenso cerca de la cumbre |
| Rob Hall (Guía/Líder de la Expedición)            | Nueva Zelanda  | Adventure Consultants            | Cerca de la cumbre Sur, 8749 m | Congelamiento                                                        |
| Yasuko Namba (Cliente)                            | Japón          | Adventure Consultants            | Collado Sur, ~7900 m           | Congelamiento                                                        |
| Scott Fischer (Guía/Líder de la Expedición)       | Estados Unidos | Mountain Madness                 | Arista Sureste, 8300 m         | Congelamiento                                                        |
| Subedar Tsewang Samanla                           | India          | Policía Fronteriza Indo-Tibetana | Arista Noreste, 8600 m         | Congelamiento                                                        |
| Cabo segundo Dorje Morup                          | India          | Policía Fronteriza Indo-Tibetana | Arista Noreste, 8600 m         | Congelamiento                                                        |
| Jefe de condestables Tsewang Paljor (Green Boots) | India          | Policía Fronteriza Indo-Tibetana | Arista Noreste, 8600 m         | Congelamiento                                                        |

### Otros fallecimientos en 1996
La siguiente es una lista de otros fallecimientos durante la temporada de ascensos al Everest la primavera de 1996. Estas muertes no estuvieron directamente relacionadas con la tormenta o los eventos del desastre del Everest los días 10 y 11 de mayo.
- 9 de mayo – Chen Yu-Nan (陳玉男) – de la Expedición Nacional Taiwanesa, falleció por heridas internas después de caer en una grieta en la cara del Lhotse.[81]
- 19 de mayo – Reinhard Wlasich – escalador austriaco, falleció por una combinación de un edema pulmonar de altitud y un edema cerebral de altitud a 8300 m, en la arista Noreste.[82]
- 25 de mayo – Bruce Herrod – fotoperiodista del equipo sudafricano, se encontraba en el collado Sur durante la tormenta del 10 y 11 de mayo e hizo cumbre dos semanas después, pero falleció descendiendo la arista sureste.[83]
- 6 de junio – Ngawang Topche – sherpa nepalí de Mountain Madness, desarrolló un severo caso de EPA el 22 de abril mientras trabajaba sobre el campamento base; murió en un hospital de Katmandú.[84]

Los siguientes fallecimientos ocurrieron a finales de la temporada de escalada al Everest en 1996.
- 25 de septiembre – Yves Bouchon – escalador francés, murió en una avalancha a 7800 m en la ruta Sureste por debajo del campamento IV, junto con los dos sherpas mencionados a continuación.
- 25 de septiembre – Lopsang Jangbu – sherpa nepalí, el mismo sirdar escalador de la expedición de Mountain Madness envuelta en el desastre del Everest de mayo; murió en la avalancha.[87]
- 25 de septiembre – Dawa – sherpa nepalí; murió en la avalancha.

En el epílogo del libro High Exposure, David Breashears describe el descubrimiento de algunos de los cuerpos en un nuevo ascenso al Everest, en mayo de 1997.

## Cine y televisión
- Into Thin Air: Death on Everest (estrenada el 9 de noviembre de 1997) es una película para televisión basada en el libro de Jon Krakauer, Into Thin Air: A Personal Account of the Mt. Everest Disaster (1997). En la película, dirigida por Robert Markowitz y escrita por Robert J. Avrech, se cuenta la historia del desastre.[89]
- The Climb es el relato de Anatoli Bukréyev de los eventos que se desarrollaron en la montaña. Es en parte una respuesta al libro de Krakauer.
- La película Everest de IMAX (1998) también documenta el desastre, así como la participación del equipo de filmación y del equipo de escalada en los esfuerzos de rescate.[90]
- The Dark Side of Everest (2003) de National Geographic Channel, analiza las motivaciones de los escaladores, la ética y el desafío implicado en los escaladores cuando enfrentan problemas a grandes alturas, y ante desastres específicos, entre ellos el desastre del Everest los días 10 y 11 de mayo de 1996 y el fallecimiento de Bruce Herrod, el 25 de mayo de ese mismo año.
- Remnants of Everest: The 1996 Tragedy (2007; publicado en Estados Unidos como Storm over Everest y televisado por la serie de televisión de la PBS de Estados Unidos Frontline) es un documental del director David Breashears,[91] con música compuesta por Jocelyn Pook.
- Los eventos inspiraron el largometraje Everest, estrenado en 2015.[92]